# Gennadij Nikolaevič Roždestvenskij
Gennadij Nikolaevič Roždestvenskij (in russo Генна́дий Никола́евич Рожде́ственский?; Mosca, 4 maggio 1931 – Mosca, 16 giugno 2018) è stato un direttore d'orchestra e compositore russo.

## Biografia
Nacque da una famiglia di musicisti: il padre era il direttore d'orchestra Nikolaj Anosov, la madre il soprano Natalija Roždestvenskaja; diplomato al Conservatorio di Mosca in direzione d'orchestra e pianoforte (fu allievo di Lev Oborin), nel 1951 fu il primo direttore a salire sul podio a soli vent'anni, nella storia del teatro Bol'šoj, di cui poi fu nominato, dal 1965 al 1975, primo direttore. Dal 1961 al 1974 è stato anche il direttore della Grande Orchestra Sinfonica della Radiotelevisione dell'URSS. È stato insignito del titolo di artista emerito dell'URSS.
Dal 1974 al 1977 è stato Direttore principale dell'Orchestra Filarmonica Reale di Stoccolma.
Dotato di un gesto espressivo e molto comunicativo, musicista colto e approfondito conoscitore della musica del suo Paese; è stato uno dei più eminenti interpreti della musica russa, in particolare di Čajkovskij e di Prokof'ev. Ha realizzato numerosissime tournée in tutto il mondo e la sua incisione della Cenerentola di Prokof'ev ha ottenuto il Grand Prix du Disque. In Italia ha esordito con un vibrante successo nel 1973 in occasione delle rappresentazioni che il Bol'šoj ha allestito alla Scala di Milano.

## Filmografia
Il regista Bruno Monsaingeon ha realizzato tre film dedicati al direttore d'orchestra:
- 2002: Guennadi Rojdestvensky, profession chef d'orchestre
- 2002: Guennadi Rojdestvensky. Les Ames mortes
- 2015: Conversations with Gennadi Rozhdestvensky